# پلوپس
پلوپس (به یونانی: Πέλοψ)، در اسطوره‌های یونان، پسر تانتالوس و دیونه است.
اوینومائوس شرط ازدواج با دخترش، هیپودامیا را برنده شدن در مسابقهٔ ارابه‌رانی قرار داده بود. پلوپس به مورتیلوس، ارابه‌ران اوینومائوس، رشوه داد تا میخ محور ارابهٔ شاهی را بیرون آورد و پیمان بست اگر در کارش کامیاب شود، وی را در سلطنت شریک کند بدین ترتیب در مسابقه ارابه شاه در هم شکست، شاه کشته شد و پلوپس با هیپودامیا ازدواج کرد و پادشاه الیس شد. آن‌گاه مورتیلوس را به دریا افکند. مورتیلوس نیز هم‌چنان‌که در آب فرو می‌رفت، پلوپس و نسلش را نفرین کرد.
از فرزندان پلوپس و هیپودامیا می‌توان به آترئوس و توئستس اشاره کرد.

## نگارخانه

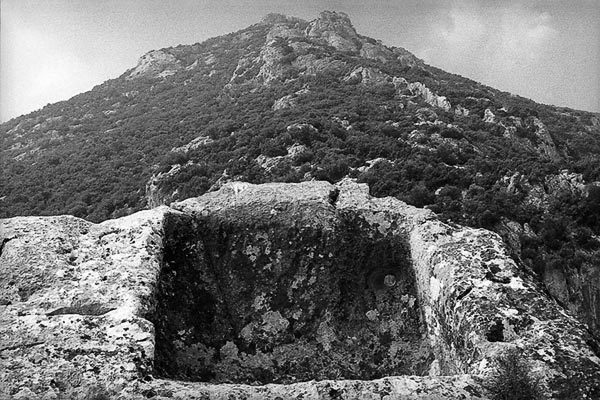
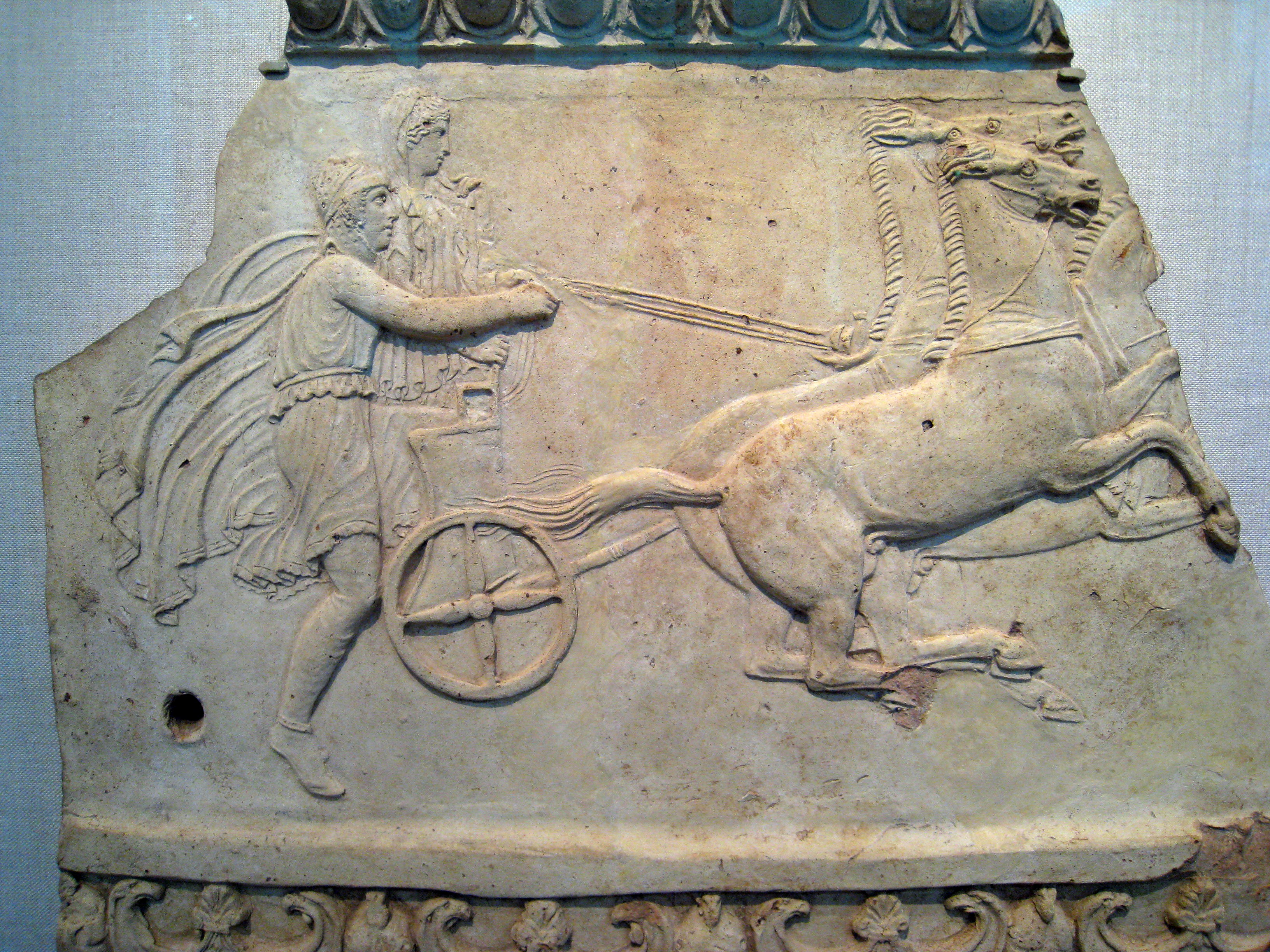